# Сентябрь 2010 года

Список событий сентября 2010 года.

## События
- 1 сентября
  - В результате серии терактов в пакистанском городе Лахор погибли по меньшей мере 25 человек, около 180 ранены[1].
  - В столице Мозамбика Мапуту при столкновениях демонстрантов с полицией 3 человека погибли и 5 ранены[2].
  - В Северной Каролине объявлена массовая эвакуация местных жителей и туристов, отдыхающих на побережье, из-за приближения урагана «Эрл»[3].
  - В столице Азербайджана Баку на рекордную высоту в 162 метра был поднят флаг Азербайджана размером 35 на 70 метров, площадью в 2450 м². и весом в 350 кг[4].
- 2 сентября
  - В Волгоградской области одновременно возникло около сотни очагов природных пожаров из-за ураганного ветра при усилении жары до +40°С. Пожары удалось потушить только 4 сентября. Сгорело более 600 строений, в основном жилые дома в сельской местности. Несколько деревень сгорели почти полностью. Погибли 7 человек, около тысячи осталось без жилья[5].
  - Тайфун «Компасу» обрушился на территорию Южной Кореи. Погибли не менее 4 человек[6].
  - Парламент Чечни переименовал должность руководителя республики из президента в главу Чеченской Республики[7].
  - В Мексиканском заливе, после взрыва на буровой платформе компании Mariner Energy, образовалось нефтяное пятно[8].
- 3 сентября
  - Кабинет министров Японии принял пакет санкций против Ирана[9].
  - В журнале Cell опубликовано исследование, в котором приводятся доказательства, что грибовидные тела у беспозвоночных и кора больших полушарий у позвоночных имеют общее эволюционное происхождение[10].
  - В результате мощного взрыва в здании РОБОП Худжанда в Таджикистане погиб один офицер, 25 милиционеров пострадали[11].
  - В Дубае потерпел катастрофу грузовой самолёт Boeing 747-400 компании UPS Airlines, погибли 2 человека.
- 4 сентября
  - В Гватемале, где в результате ливневых дождей и наводнений произошли оползни, объявлена чрезвычайная ситуация. Погибло не менее 20 человек[12].
  - Чрезвычайное положение объявлено в Новой Зеландии из-за сильного землетрясения магнитудой 7,2 в Крайстчерче, ставшего причиной значительных разрушений[13].
  - В 130 городах Франции прошли массовые манифестации против высылки цыган[14].
- 5 сентября
  - В окрестностях Буйнакска смертник взорвал автомобиль на территории военного палаточного городка. В результате три человека погибли, более тридцати получили ранения[15].
  - Прошедший в Молдавии референдум по определению формы выборов президента не состоялся из-за низкой явки избирателей[16][17].
  - Баскская сепаратистская организация ЭТА объявила о прекращении вооружённой борьбы[18].
  - В Демократической Республике Конго затонули два речных парома, около 270 человек считаются погибшими[19].
- 6 сентября
  - В пакистанском городе Лакки-Марват террорист-смертник на заминированном автомобиле врезался в полицейский пост. В результате взрыва погибли 14 человек и ранены 34[20].
  - Во Франции началась общенациональная забастовка, в которой участвуют 2,5 миллиона человек. Причиной стал план правительства по увеличению пенсионного возраста[21].
  - В больнице Склифосовского в Москве от полученных ранее в ДТП травм скончался мастер дубляжа, российский актёр Владимир Вихров[22].
- 7 сентября
  - Австралия вышла из политического тупика: правящая партия лейбористов под руководством Джулии Гиллард заручилась поддержкой независимых и «зеленых» получив возможность сформировать кабинет министров[23].
  - В городе Баучи на севере Нигерии около 800 заключённых сбежали из тюрьмы, где содержались исламские экстремисты[24].
  - На бывшем аэродроме Ижма после отказа электрооборудования совершил аварийную посадку самолёт Ту-154М компании Алроса-Авиа.
- 8 сентября
  - Трое депутатов Верховной Рады зарегистрировали законопроект «О языках на Украине» декларирующий официальное двуязычие Украины[25].
  - Южная Корея объявила о введении ограниченных санкций против Ирана[26].
  - Парламент Шри-Ланки принял поправку к конституции, отменяющую ограничение срока полномочий президента[27].
  - Число умерших от эпидемии холеры в центральных и северных районах Нигерии превысило 780 человек[28].
- 9 сентября
  - 18 человек погибли и 202 пострадали при взрыве на Центральном рынке Владикавказа[29].
  - В городе Сан-Бруно (штат Калифорния) произошёл взрыв газопровода. Погибли 7 человек, пропавшими без вести числятся ещё 6, разрушены более тридцати домов[30].
- 10 сентября
  - Япония и Иордания подписали соглашение о сотрудничестве в сфере ядерной энергетики, по которому Япония окажет поддержку Иордании в строительстве и введению в эксплуатацию первой атомной электростанции в стране[31].
  - Из тюрьмы в мексиканском городе Рейноса сбежали 85 заключённых[32].
  - Нидерланды и Нидерландские Антильские Острова подписали в Гааге Заключительную декларацию, согласно которой Кюрасао и Синт-Мартен становятся самоуправляемыми государствами в составе Королевства Нидерландов с 10 октября 2010[33].
  - 10—12 сентября — празднование 1000-летия Ярославля.
- 11 сентября
  - Чемпионкой Открытого чемпионата США по теннису второй год подряд стала бельгийка Ким Клейстерс, обыгравшая в финале россиянку Веру Звонарёву[34].
  - Фильм Софии Копполы «Где-то» получил Золотого льва на 67-м Венецианском кинофестивале[35].
  - Владимир Кличко одержал победу над нигерийцем Сэмюэлом Питером, защитив звание чемпиона мира по версиям IBF и WBO в супертяжёлом весе[36].
- 12 сентября
  - В Тайване вступило в силу Рамочное соглашения с Китаем об экономическом сотрудничестве между сторонами, сокращается тариф на 500 наименований тайваньского экспорта, на фондовый рынок острова вышли первые китайские компании[37][38].
  - В Турции прошёл референдум по вопросу принятия пакета конституционных поправок. Большинство граждан проголосовали за[39].
  - Мариинский театр открыл 228 сезон в Великом Новгороде, где в филармонии Новгородского кремля исполнили оперу Доницетти Лючия ди Ламмермур в концертном исполнении. Дирижировал маэстро Валерий Гергиев[40].
  - В финале чемпионата мира по баскетболу сборная США одержала победу над сборной Турции[41].
- 13 сентября
  - Испанец Рафаэль Надаль обыграл сербского теннисиста Новака Джоковича в финале Открытого чемпионата США и стал седьмым за всю историю теннисистом, побеждавшим на всех четырёх турнирах «Большого шлема»[42].
  - При крушении пассажирского самолёта в Венесуэле погибли 15 человек, 36 ранены[43].
  - Прошла церемония вручения наград MTV Video Music Awards, одну из самых престижных премий в шоу-бизнесе в номинации «Видео года» получила Lady GaGa за композицию «Bad Romance»[44].
- 14 сентября
  - Новый премьер-министр Австралии Джулия Гиллард приведена к присяге[45].
  - По заявлению экспертов в Холмогорах (Архангельская область) обнаружены останки Иоанна VI Антоновича единственного российского императора, место захоронения которого было неизвестно[46].
  - Наото Кан повторно избран лидером правящей Демократической партии Японии, следовательно он сохранил за собой пост премьер-министра страны[47].
  - В Нью-Йорке открылась 65-я сессия Генеральной ассамблеи ООН[48].
  - Сенат Франции одобрил законопроект, запрещающий женщинам носить паранджу, чадру и никаб в публичных местах[49].
  - Новым премьер-министром Перу назначен Хосе Антонио Чанг[50].
- 15 сентября
  - Из-за тайфуна власти КНДР отложили проведение 3-й партийной конференции, на которой, по мнению экспертов, мог быть официально назван наследник Ким Чен Ира[51].
  - В Вашингтоне главы военных ведомств России и США подписали совместное заявление по оборонным отношениям между двумя странами[52].
  - По заявлению властей Эфиопии, вооружёнными силами страны были убиты 123 повстанца «Фронта национального освобождения Огадена» вторгнувшихся на её территорию[53].
  - В Мурманске президент России Дмитрий Медведев и премьер-министр Норвегии Йенса Столтенберг подписали Договор о разграничении морских пространств и сотрудничестве в Баренцевом море и Северном Ледовитом океане[54].
- 16 сентября
  - В Тувалу прошли парламентские выборы[55].
  - Папа римский Бенедикт XVI прибыл с первым в истории государственным визитом в Великобританию[56].
- 17 сентября
  - Правительство Японии в полном составе ушло в отставку, в связи с перестановками, которые запланировал премьер-министр Наото Кан[57].
  - По меньшей мере 62 человека погибли при случайном взрыве грузовика с взрывчаткой на востоке Шри-Ланки[58].
- 18 сентября
  - В Афганистане прошли выборы в нижнюю палату парламента[59].
  - В Словакии прошёл референдум по принятию поправок к конституции. В их числе сокращение депутатских мест с 150 до 100 и снятие с парламентариев депутатской неприкосновенности. Из-за низкой явки избирателей он признан не состоявшимся[60][61].
- 19 сентября
  - На парламентских выборах в Швеции победила правящая право-центристская коалиция[62].
  - Не менее 40 военнослужащих погибли, 10 ранены в результате вооружённого нападения на колонну правительственных войск на востоке Таджикистана[63].
  - В Багдаде в результате двух взрывов погиб по меньшей мере 21 человек[64].
  - Француз Филипп Круазон[англ.] стал первым человеком, который пересёк Ла-Манш вплавь, пережив перед этим ампутацию рук и ног[65].
- 20 сентября
  - В Нью-Йорке открылся саммит ООН на котором главы государств обсуждали прогресс в достижении Целей развития тысячелетия[66].
  - В Вене стартовала 54-я конференция МАГАТЭ[67].
  - Приз зрительских симпатий, являющийся одной из главных наград Кинофестиваля в Торонто, достался ленте «Король говорит!»[68].
- 21 сентября
  - Премьер-министр Сомали Омар Абдирашид Али Шермарк подал в отставку[69].
- 22 сентября
  - В результате теракта на военном параде в иранском городе Мехабад погибли 10 человек и 57 ранены[70].
  - Два высокопоставленных банкира Ватикана арестованы по подозрению в отмывании денег, финансовая полиция Италии изъяла 23 миллиона евро, которые принадлежали Институту религиозных дел[71].
- 23 сентября
  - Премьер-министр Индии Манмохан Сингх собрал срочное заседание ведущих министров кабинета — в связи с критической ситуацией, сложившейся с проведением спортивных «Игр Содружества» в Дели, так как ряд сборных, в том числе Канады, Новой Зеландии и Шотландии, отложили приезд в связи с сомнениями в безопасности спортивных сооружений и условиях гигиены в городке для спортсменов[72].
  - Вице-президент Абхазии Александр Анкваб ранен в результате покушения[73].
  - Украина и Гаити установили дипломатические отношения[74].
- 24 сентября
  - Федеральный суд США приговорил гражданку Пакистана, учёного Аафию Сиддики к 86 годам тюрьмы[75].
  - Ушёл из жизни Геннадий Янаев — человек возглавивший в 1991-м году Государственный комитет по чрезвычайному положению в СССР[76].
  - Новым премьером временного правительства Сомали назначен Абдивахид Эльми Гонджех[77].
- 25 сентября
  - Сообщено, что американские палеонтологи обнаружили и описали два новых вида рогатых динозавров — цератопсов: Utahceratops gettyi и Kosmoceratops richardsoni[78].
  - Лейбористскую партию Великобритании возглавил бывший министр по делам энергетики и изменения климата Эд Милибэнд[79]. Главным конкурентом на внутрипартийных выборах был его старший брат Дэвид Милибэнд, бывший министр иностранных дел.
  - Тайфун «Фанапи» прошёлся по южно-китайской провинции Гуандун, что привело к гибели по меньшей мере 70 человек, экономический ущерб превысил 2,4 миллиарда юаней[80].
- 26 сентября
  - Окончился 30-й чемпионат мира по художественной гимнастике, в общекомандном зачёте и по числу наград победила российская сборная[81].
  - В Венесуэле прошли выборы в Национальную ассамблею. Правящая Социалистическая партия и её союзники получат в новом парламенте как минимум 93 места из 165[82][83].
  - В Иране персональные компьютеры работников Бушерской АЭС были атакованы компьютерным вирусом Stuxnet[84].
- 27 сентября
  - Президент Республики Косово Фатмир Сейдиу ушёл в отставку из-за решения Конституционного суда[85].
- 28 сентября
  - Мэр Москвы Юрий Лужков был отправлен в отставку президентом России Дмитрием Медведевым «в связи с утратой доверия президента Российской Федерации». Ресин Владимир Иосифович, заместитель мэра Москвы, назначен временно исполняющим его обязанности[86][87].
  - В Пхеньяне открылась первая за последние 44 года конференция Трудовой партии Кореи. На ней Ким Чен Ир переизбран Генеральным секретарём партии[88][89].
  - И. о. президента Молдавии Михай Гимпу объявил о роспуске парламента страны и назначении досрочных парламентских выборов на 28 ноября[90].
  - Жертвами вызванного дождями оползня в мексиканском штате Оахака стали несколько сотен человек[91].
- 29 сентября
  - Испанские профсоюзы организовали общенациональную забастовку, по их подсчётам, бастовало до 10 миллионов человек. Стачка проводилась в знак протеста против жёстких антикризисных мер правительства[92].
  - Сын лидера КНДР Ким Чен Ира 27-летний Ким Чен Ын был назначен в состав ЦК Трудовой партии Кореи на 3-й партийной конференции[93].
  - Парламент Тувалу избрал Маатиа Тоафа на пост премьер-министра. Он сменил Аписаи Иелемиа[94].
  - Азербайджан и Гренада установили дипломатические отношения[95].
- 30 сентября
  - Беспорядки в Эквадоре: национальная акция протеста эквадорских полицейских переросла в серьёзные беспорядки в столице Кито и Гуаякиле; президент Рафаэль Корреа госпитализирован, так как при попытке переговоров с полицейскими против него был применён слезоточивый газ[96].
  - Астрономы обнаружили экзопланету-сверхземлю, которая вращается вокруг звезды под названием Gliese 581 на расстоянии 20 световых лет от Земли и находится в «обитаемой зоне», то есть на её поверхности может существовать вода в жидком виде[97].